# Concepció Carreras
Maria Concepció Carreras i Pau (Olot, provincia de Gerona, 5 de diciembre de 1893 - Olot, 10 de septiembre de 1961) fue una poeta española en lengua catalana, compositora y profesora de música.

## Biografía

### Vida
Hija de una sólida familia olotense, que tenía una fábrica de chocolate fundada en 1790 (Chocolates Antonio Carreras), recibió una cuidadosa preparación musical: estudió solfeo con el maestro y subdirector de la escuela del Orfeón Popular Olotino, Narcís Corriols i Boix (padre de quién sería destacado pintor paisajista Salvador Corriols), y amplió la formación realizando el profesorado de Piano en la Academia Ainaud de Barcelona; en 1927 se tituló definitivamente, con el pianista Ricard Vives como mentor. En los últimos años de la década de 1920 y los primeros del decenio siguiente, fue alumna de la Instituto Catalán de Rítmica y Plástica de Joan Llongueras i Badia.
Antes de la Guerra Civil Española, dio clases de solfeo, piano y lectura en el Patronato Escolar de Obreras o Patronato de la Inmaculada y San Antonio de Olot, y creó en su casa una escuela propia de música, donde enseñaba canto y piano a niños y niñas. En el año 1940, fundó la Sección Infantil de Rítmica y Plástica Carreras, y siguiendo el método Dalcroze que había aprendido de Joan Llongueras, enseñaba música, danza, canto y teatro a niños. También dirigía representaciones musicales en el Teatro Principal de Olot. Al bajar la afluencia a la Sección Infantil a finales de los años 40, Concepció Carreras se dedicó a la enseñanza de piano en el colegio de las monjas carmelitas de Las Presas. Los últimos años de la poetisa fueron dificultados por la enfermedad de Parkinson, y fue una desafortunada intervención ligada a esta la que se la llevó a la tumba, en su Olot natal, en 1961.

### Carrera
En el campo literario, desde agosto de 1921 hasta marzo de 1935 publicó poemas en La tradició catalana, y contribuyó en revistas como Fulla del Patronat, portaveu del Patronat Escolar d'Obreres d'Olot, la Revista d'Olot, El deber, La Ciutat d'Olot y El Carme, portaveu del Terç Orde y Confraries del Carme de Catalunya —antes de la guerra— y ¡Arriba España!, Pyrene y Misión —después de la contienda—. Es de destacar que la prestigiosa La Dona Catalana publicó varios textos de Carreras en poesía y prosa, entre 1925 y 1929. Firmó a veces con el pseudónimo La dama gris y también hizo algunas traducciones de los hermanos Grimm para las representaciones de sus alumnos. Por otra parte, parte su producción poética ha sido comparada con la obra de Josep Carnero.
Participó en concursos, y en 1926 vio premiadas tres composiciones en el Concurso de Poesía Femenina de La Dona Catalana; estos poemas fueron publicados poco después, con el resto de poesías premiadas, en el Llibre d'or de la poesia femenina. En 1927, fue galardonada con un diploma honorífico en el Concurso de Prosa Femenina, organizado por la misma revista, por la narración La puntaire. Además, fue distinguida en los juegos florales de los barrios barceloneses de La Font d'en Fargues, del Pueblo Nuevo y de Horta en 1933, así como en los de Malgrat de Mar de 1934 y los de Olot del 1949. Ganó la "Flor Natural" de poesía en el "Certamen en honor de la Virgen del Tura" organizado en 1954 por la Real Academia Mariana de Lérida.
En los actos de homenaje en el centenario del nacimiento de Concepció Carreras, el 28 de enero de 1993 el Ayuntamiento de Olot inauguró el monumento Jardí poètic "Concepció Carreras" de Josep M. Ferrer y Sandra Roura, en los Jardines de la Rosaleda (barrio de Pekín). En 1969, este consistorio ya había aprobado dedicarle la "calle Concepció Carreras" y, entre los años 1969 y 1978, se había otorgado el "Premio Concepció Carreras" de redacción para menores de dieciséis años.

## Obra

### Recopilaciones de poesía
- Elvira, poemes: les amoroses empremtes i allò que no torna. Dedicado a su madre, fallecida en diciembre de 1939. Olot: Impremta Aubert. 1950.
- De l'amor i de la desamor. Olot: Aubert, imp. 1954.
- Tribut al paisatge i fonts d'Olot, poemes. Olot: Aubert, imp. 1953.
- Jardí poètic. Olot: Laboratorios Sobrino. 1975.
- Enfilant cançons, plec de poemes inèdits. Olot: Impremta Aubert. 1993.
- Ramilo i Martínez, Carme (editora) (2011). Concepció Carreras Pau o la sublimació de la paraula, antologia poètica. Biblioteca Fundació Valvi. Gerona: Curbet - Fundació Valvi.

### Para la escena
- 1944, En Tòfol i l'Agneta [5]
- 1944, Las muñequitas [5]

## Galardones
- 1926: "Concurs de Poesia Femenina" de la revista La Dona Catalana.[6]
- 1927: "Concurs de Prosa Femenina" de la revista La Dona Catalana, por la narración La puntaire.[5]
- 1933: Premio en los "Jocs florals de La Font d'en Fargues" (Barcelona).[5]
- 1933: Premio en los "Jocs florals de Poblenou" (Barcelona).[5]
- 1933: Premio en los "Jocs florals de Horta" (Barcelona).[5]
- 1934: Premio en los "Jocs florals de Malgrat de Mar" (Barcelona).[5]
- 1933: Premio en los "Jocs florals de Olot" (Barcelona).[5]
- 1954: Flor Natural de Poesía en el "Certamen en honor de la Verge del Tura", organizado por la Real Academia Mariana de Lleida.[5]